# Rivière Little Main Restigouche
Pour les articles homonymes, voir Restigouche.
La rivière Little Main Restigouche est un affluent de la tête de la rivière Ristigouche, coulant dans le comté de Madawaska, le comté de Victoria et le comté de Restigouche, dans le Nord-Ouest du Nouveau-Brunswick, au Canada.
Le cours de la rivière traverse successivement:
- le comté de Madawaska: paroisse de Rivière-Verte, paroisse de Notre-Dame-de-Lourdes et paroisse de Sainte-Anne;
- le comté de Victoria (Nouveau-Brunswick): paroisse de Drummond;
- le comté de Restigouche: paroisse de Saint-Quentin et paroisse de Grimmer.

## Géographie
La « rivière Little Main Restigouche » prend sa source d’un ruisseau de montagne du comté de Madawaska, au Sud d’une ligne de partage des eaux à laquelle le ruisseau Caribou (affluent de la Branche Ouest de la rivière Gounamitz) draine le côté Nord et le Main Branch (affluent de la rivière Little Forks Branch Green) draine le côté Ouest.
Cette source est située à :
- 16,6 km à l’Est de la confluence du Lac First;
- 36,6 km au Nord-Est du centre-ville d’Edmundston;
- 41,3 km au Nord-Est de la confluence de la « rivière Little Main Restigouche »;
- 28,4 km à l’Est de la limite Sud de la province de Québec.

À partir de la source, la "rivière Little Main Restigouche" coule sur 85,1 km :
Cours supérieur de la rivière (segment de 40,3 km)
- 13,9 km vers le Sud-Ouest dans la paroisse de Rivière-Verte (comté de Madawaska), jusqu’au ruisseau Jaune (En : Yellow Brook);
- 2,5 km vers le Sud-Est, jusqu'à Therrien Gulch (venant du Sud-Ouest);
- 3,3 km vers le Nord-Est, jusqu'au Alex Brook (venant du Nord-Ouest);
- 2,5 km vers l’Est, jusqu’au Goldstream Brook (venant du Sud-Ouest);
- 1,6 km vers l’Est, jusqu’à la limite de Paroisse de Sainte-Anne, du comté de Restigouche;
- 2,7 km vers l’Est dans la paroisse de Sainte-Anne, jusqu'au Wilson Brook (venant du Nord-Ouest);
- 1,1 km vers le Nord-Est, jusqu'à Claire Brook (venant du Nord-Ouest);
- 3,4 km vers le Sud-Est, jusqu'au Russell Brook (venant de l'Ouest);
- 2,5 km vers le Sud-Est, jusqu'au Brown Brook (venant du Sud-Ouest);
- 0,5 km vers l'Est, jusqu'à limite de la paroisse de Notre-Dame-de-Lourdes (comté de Madawaska);
- 6,3 km vers l’Est, dans la paroisse de Notre-Dame-de-Lourdes, jusqu'à Wagansis Brook (venant du Sud-Est);

Cours intermédiaire de la rivière (segment de 21,7 km)
- 2,8 km vers le Nord dans la paroisse de Notre-Dame-de-Lourdes, jusqu'à Cedar Brook (venant du Nord-Ouest);
- 3,1 km vers le Nord-Est, jusqu'à Hunter Brook (venant du Sud-Est);
- 1,4 km vers le Nord-Est, jusqu'à Rocky Brook (venant du Nord-Ouest);
- 8,3 km vers le Nord-Est, jusqu'à la limite de la paroisse de Drummond du comté de Victoria (Nouveau-Brunswick);
- 6,1 km vers le Nord-Est dans la paroisse de Drummond, jusqu'à la confluence de la rivière Gounamitz (venant du Nord-Ouest);

Cours inférieur de la rivière (segment de 23,1 km)
À partir de la confluence de la rivière Gounamitz, la "rivière Little Main Restigouche" coule sur:
- 1,6 km vers le Nord-Est dans la paroisse de Drummond, jusqu'à Boston Brook (venant du Sud-Est);
- 1,9 km vers le Nord-Est en contournant l'île County Line, jusqu'à la limite de la paroisse de Saint-Quentin;
- 8,6 km vers le Nord-Est dans la paroisse de Saint-Quentin, jusqu'à la limite de la paroisse de Grimmer;
- 4,6 km vers le Nord-Est dans la paroisse de Grimmer, jusqu'au Lower Four Mile Brook;
- 4,2 km vers le Nord-Est, jusqu'au Five Finger Brook (venant du Sud-Est);
- 2,2 km vers le Nord-Est, jusqu'à la confluence de la « rivière Little Main Restigouche »[2].

La « rivière Little Main Restigouche » se déverse dans une courbe de rivière sur la rive Sud de la rivière Ristigouche. La « rivière Little Main Restigouche » et rivière Kedgwick ont la même confluence laquelle constitue la tête de la rivière Ristigouche. Néanmoins, certains géographes considèrent que la « rivière Little Main Restigouche » est intégrée au cours supérieur de la rivière Ristigouche.
La confluence de la « rivière Little Main Restigouche » est située à :
- 11,2 km à l’Ouest du centre du village de Kedgwick;
- 20,7 km au Sud de la confluence de la rivière Patapédia qui est située à la frontière entre le Québec et le Nouveau-Brunswick;
- 74,4 km au Sud-Ouest du pont de Campbellton (Nouveau-Brunswick), enjambant la rivière Ristigouche;